# Stara Sil
Stara Sil (ukrainien : Стара́ Сіль) est une commune urbaine de l'oblast de Lviv, en Ukraine. Elle compte 1 074 habitants en 2022.